# Saison 3 de Deadwood
Chronologie
Saison 2
Cet article présente la troisième saison de la série télévisée Deadwood.

## Liste des épisodes
1. Dis à ton dieu de se préparer pour le bain de sang
2. Je ne suis pas le type bien pour lequel vous me prenez
3. La couleur de l'argent
4. Confiance et crédit
5. Un monstre à deux têtes
6. Un gros filon
7. De la cannelle pour les caïds
8. Le sourire de Léviathan
9. Talents cachés
10. Palpitations
11. Position de force
12. Il veut une belle histoire

### Épisode 6:Un gros filon
Omar Gooding (Odell Marchbanks)

### Épisode 7:De la cannelle pour les caïds
Omar Gooding (Odell Marchbanks)

### Épisode 8:Le sourire de Léviathan
- Gale Harold (Wyatt Earp)
- Austin Nichols (Morgan Earp (en))

### Épisode 9:Talents cachés
- Gale Harold (Wyatt Earp)
- Austin Nichols (Morgan Earp (en))